# Sarcotragus myrobalanus
Sarcotragus myrobalanus är en svampdjursart som först beskrevs av Jean-Baptiste Lamarck 1814.  Sarcotragus myrobalanus ingår i släktet Sarcotragus och familjen Irciniidae. Inga underarter finns listade i Catalogue of Life.